# 斯特蘭
斯特蘭（挪威語：Strand）是挪威的一個市镇，位於羅加蘭郡，行政中心为約爾珀蘭村。市镇面积为262平方公里，人口数量为12,968人（2020年），人口密度为每平方公里55人。